# Apocerycta
Apocerycta is een geslacht van rechtvleugeligen uit de familie sabelsprinkhanen (Tettigoniidae). De wetenschappelijke naam van dit geslacht is voor het eerst geldig gepubliceerd in 1878 door Brunner von Wattenwyl.

## Soorten
Het geslacht Apocerycta omvat de volgende soorten:
- Apocerycta bariana Pictet, 1888
- Apocerycta incommoda Brunner von Wattenwyl, 1878